# Ibn Hubal
Muhadhdhib al-Dīn Abū l-Ḥasan ʿAlī ibn Aḥmad Ibn Hubal, noto come Ibn Hubal (in arabo مهذب الدين أبي الحس علي بن أحمد ابن هبل‎?; Baghdad, 1122 circa – 1213) è stato un medico arabo di Baghdad.
È principalmente noto per il suo compendio medico intitolato Kitāb al-Mukhtārāt fī l-ṭibb (in arabo كتاب المختارات في الطب‎?), "Il Libro delle selezioni in medicina". Fu redatto nel 1165 a Mosul, a settentrione di Baghdad, dove Ibn Hubal trascorse la massima parte della vita. Questa piccola enciclopedia medica dipende strettamente dal Canone di Avicenna, con alcuni passaggi trasposti alla lettera.
I capitoli sui calcoli renali e della vescica sono stati editi e tradotti in francese da P. de Koning nel suo Traité sur le calcul dans les reins et dans la vessie (1896). Altri capitoli sono stati tradotti da Dorothee Thies in tedesco col titolo Die Lehren der arabischen Mediziner Tabari und Ibn Hubal über Herz, Lunge, Gallenblase und Milz (Gli insegnamenti dei medici arabi Ṭabarī e Ibn Hubal sul cuore, i polmoni, la cistifellea e la milza) (1968).